# Сулутори
Сулуто́ри (каз. Сұлуторы) — село у складі Кордайського району Жамбильської області Казахстану. Адміністративний центр Сулуторського сільського округу.
У радянські часи село називалося Малоархангельське.
Населення — 751 особа (2021; 966 у 2009, 1346 у 1999, 1664 у 1989).